# Michał Danielak
Michał Danielak (1865 – 1918) byl rakouský politik polské národnosti z Haliče, na počátku 20. století poslanec Říšské rady.

## Biografie
Vystudoval Lvovskou univerzitu. Během studií byl členem tajné studentské organizace. V letech 1890–1894 byl spolupracovníkem listu Nową Reformą. Byl doktorem práv. Působil jako advokát. Společně se Stanisławem Stojałowským se podílel na vzniku Křesťansko-lidové strany (Stronnictwo Chrześcijańsko-Ludowe).
Byl i poslancem Říšské rady (celostátního parlamentu Předlitavska), kam usedl ve volbách do Říšské rady roku 1897 za kurii venkovských obcí v Haliči, obvod Krakov, Wieliczka atd. Mandát obhájil i ve volbách do Říšské rady roku 1901, nyní za všeobecnou kurii, obvod Nowy Sącz, Limanowa, Nowy Targ atd. Ve volebním období 1897–1901 se uvádí jako Michael Danielak, redaktor, bytem Krakov.
Ve volbách roku 1897 je uváděn coby kandidát tzv. Stojałowského skupiny (podle politika Stanisława Stojałowského). Šlo o Křesťansko-lidovou stranu (Stronnictwo Chrześcijańsko-Ludowe). V květnu 1897 byl na Říšské radě předsedou Polského klubu. Během roku 1898 ze Stojałowského strany vystoupil, stejně jako další dva poslanci Andrzej Szponder a Jan Zabuda. Ve volbách roku 1901 se uvádí jako antisemitský nacionální kandidát.